# Adal Ramones
Adalberto Javier Ramones Martínez (Monterrey, Nuevo León; 3 décembre de 1961), mieux connu sous le nom artistique d'Adal Ramones, est un présentateur, acteur, producteur, chef d'entreprise, écrivain, journaliste et metteur en scène mexicain.
Outre son show de télévision Otro rollo con Adal Ramones, Adal a conduit divers programmes comme: Bailando por un sueño, Cantando por un sueño, Teletón, Teletón El Salvador, ainsi que Valores Juveniles, Furia Musical, et Desfile de Navidad con las Estrellas.
Comme chef d'entreprise, il a ouvert la franchise de La Bodeguita del Medio à San José du Costa Rica.

## Biographie
Ramones est né à Monterrey, Nuevo León, le 3 décembre 1961.
Il étudia Sciences de la Communication  à l'Université Regiomontaine de Monterrey, en participant parallèlement à des activités théâtrales.  Il changera après de domicile à la Ville de Mexico.

## Télévision
Adal commence son expérience en télévision comme producteur et directeur d'annonces publicitaires, ainsi que des programmes pour enfants comme Qué payasos y El espacio de Cositas, pour les chaines Televisa et Telehit.

### Otro rollo con Adal Ramones(1995-2007)
L'expression Otro rollo en espagnol veut dire une autre histoire, sinon la traduction littérale serait un autre rouleau.
Otro rollo, en abrégé, fut un programme de spectacles d'horaire nocturne les plus populaires au Mexique, et dans des divers pays hispanophones.  Ce programme, du type late show, était né comme un projet à bas budget pour télévision par câble en juillet 1995. En raison de son succès, en mai 1999 il fut transmis en télévision ouverte, en prime time et avec un plus grand budget.
Au programme assistèrent plusieurs artistes et des personnalités de renommée internationale tels que Bon Jovi, Chayanne, Britney Spears, Sylvester Stallone, Cuauhtémoc Blanco, Maná, Christina Aguilera, Ricky Martin, Rocío Dúrcal, 'N Sync, Backstreet Boys, Ricardo Arjona, Westlife, Elton John, Will Smith, Shakira, Juanes, Salma Hayek, Luis Miguel, Miguel Bosé, Yuri, Thalía, Robbie Williams, Mónica Naranjo, Diego Armando Maradona, Gloria Gaynor, T.AT.u., Paul Van Dyk, Arnold Schwarzenegger, RBD, entre autres en raison de la popularité du programme. Les entretiens étaient conduits par Adal lui-même.
Otro rollo fut transmis pour la dernière fois le 8 mai 2007. Dans cette émission participèrent le président de Televisa, Emilio Azcárraga Jean et Joaquín López-Dóriga présentateur du journal ou encore un appel téléphonique direct avec le président de la République Mexicaine, Felipe Calderón Hinojosa, lequel a remercié Adal pour ses contributions à l’industrie de la télévision nationale.

### 2005-2015
À partir de 2005, Adal conduit des reality shows tels que la première et deuxième édition de  Bailando por un sueño et de Cantando por un sueño y Los reyes de la pista en 2006.
Sa comédie ¿Y ahora qué hago? fut lancée en 2007, mais elle n'obtint pas la réponse attendue du public. Elle cessa donc la même année.
Entre 2007 et 2009 il participa à l'émission de Sesame Street en espagnol comme lui-même.
Il a été présentateur en 2008 et en 2010 des programmes de variétés.
Entre 2013 et 2014 il a eu un rôle récurrent dans la série M. Ávila produite par HBO Amérique Latine.
En 2014, Il a été protagoniste du film costaricien Maikol Yordan perdu en voyage, le meilleur au Box-Office dans l'histoire du Costa Rica, jouant le rôle de Malavassi comme le personnage antagoniste du film.

## Filmographie

### Programmes et séries
- Adal el Show (2015-présent) présentateur
- STANDparados (2013-Présent) présentateur
- Mujeres Asesinas 3.... Elvira et Mercedes Justicieras (2010)
- Diseñador ambos sexos  Épisode 8: ¿Quién diablos es Jordy? (2001) Lui-même
- Otro Rollo con: Adal Ramones (1995-2007)
- Sesame street (1993) Lui-même

### Telenovelas
- Rebelde (2004) Lui-même
- Amour real (2002) Propriétaire du cirque
- DKDA (1993) Lui-même

### Films
- Maikol Yordan perdu en voyage (2014)
- Cantinflas (2014)
- Road to Juárez (2013)
- Salvando al soldado Pérez (2011)
- Santos peregrinos (2004)
- Puños rosas (2004)

### Théâtre
- 2016 : El joven Frankenstein : Frankenstein[3]
- 2012 : Tiro de gracia[4]
- 2006 : Los productores : Leo Bloom[5]
- 2000 : Rêves d'un séducteur (Sueños de un seductor) : Allan Felix[6]

### Autres
- Premio lo Nuestro a la música latina 2004  (2004)
- Teletón (2002 - 2004)
- Teleton El Salvador (2001 - 2006 puis 2008 - 2014)

## Doublages en espagnol
- Sesame Street, (série TV), (1993) : présentateur du concours du fruit (un épisode)
- 1 001 Pattes, (1998) : Francis
- Stuart Little, (1999) : Stuart Little
- Comme chiens chats (2001) : Lou
- Stuart Little 2, (2002) : Stuart Little
- Stuart Little 3, (2005) : Stuart Little
- Pocoyo (série tv), (2005-2010) : Narrateur
- Little Spirit: Christmas in New York, (2008) : Chauffeur de taxi/narrateur
- Pocoyo et le cirque spatial, (2009) : Narrateur
- Son of God (2014) Simon le Lépreux[7]
- Le Mystère de la troisième planète (2015) : Dr. Carámundo